# Siwa atomaria
Siwa atomaria là một loài nhện trong họ Araneidae.
Loài này thuộc chi Siwa. Siwa atomaria được Octavius Pickard-Cambridge miêu tả năm 1876.